# Antonio Silva Beltrán
Reyes Antonio Silva Beltrán (Ciudad de México, 6 de enero de 1957) es un político mexicano, miembro del Partido Revolucionario Institucional (PRI). Ha sido presidente municipal de Huixquilucan y dos veces diputado federal.

## Biografía
Es licenciado en Economía egresado de la Universidad Anáhuac y tiene una especialidad en análisis de presupuestos por programas por la Universidad Autónoma del Estado de México (UAEM).
Es miembro del PRI desde 1972; su padre, José Concepción Silva Germán fue también presidente municipal de Huxquilucan de 1973 a 1975. De 1975 a 1977 fue presidente seccional del PRI en el Estado de México y de 1983 a 1985 fue presidente comunitario de educación para adultos del Estado de México. Regidor del ayuntamiento de Huixquilucan de 1985 a 1987 presidido por Antonio Huitrón Vera y de 1987 a 1988 fue coordinador regional de consulta popular del candidato a gobernador Mario Ramón Beteta.
En las elecciones federales de 1988 es postulado candidato del PRI a diputado por el Distrito 13 del Estado de México. Logró el triunfo, siendo elegido para la LIV Legislatura que debería de haber concluido en 1991. No concluyó su periodo, pues recibió licencia al cargo el 6 de noviembre de 1988, por haber sido postulado candidato del PRI a presidente municipal de Huixquilucan en las elecciones de aquel año, donde resultó elegido, y ejerció el cargo para el periodo del 1 de enero de 1991 al 31 de diciembre de 1993, por lo que dejó definitivamente la diputación el 29 de diciembre de 1990.
Dejó la presidencia municipal antes de concluir su periodo, para ser candidato del PRI a diputado al Congreso del Estado de México por el Distrito 17 local en las elecciones de 1993, triunfó representando a dicho distrito en la LII Legislatura del congreso local, que concluyó en 1996. De 1998 a 1999 fue director general del Instituto de Informática e Investigación Geográfica, Estadísitica y Catastral del Estado de México.
En 2000 fue elegido por segunda ocasión diputado federal, pero en esta ocasión por el principio de representación proporcional a la LVIII Legislatura que concluyó en 2003. En la Cámara de Diputados se desempeñó como secretario de la comisión de Comercio y Fomento Industrial; e integrante de las comisiones del Distrito Federal; y, de Hacienda y Crédito Público.